# Place of Meditation
 (février 2025).
Si vous disposez d'ouvrages ou d'articles de référence ou si vous connaissez des sites web de qualité traitant du thème abordé ici, merci de compléter l'article en donnant les références utiles à sa vérifiabilité et en les liant à la section « Notes et références ».
The Place of Meditation est une chapelle funéraire, dans laquelle repose le militaire et homme d'État américain Dwight D. Eisenhower, 34e président des États-Unis, sa femme Mamie Eisenhower et leurs fils Doud Dwight Eisenhower.
Elle fait partie du Dwight D. Eisenhower Presidential Library, Museum and Boyhood Home à Abilene au Kansas, qui se compose de la bibliothèque présidentielle du président Eisenhower, de sa maison d'enfance et d'un musée qui lui est consacré.

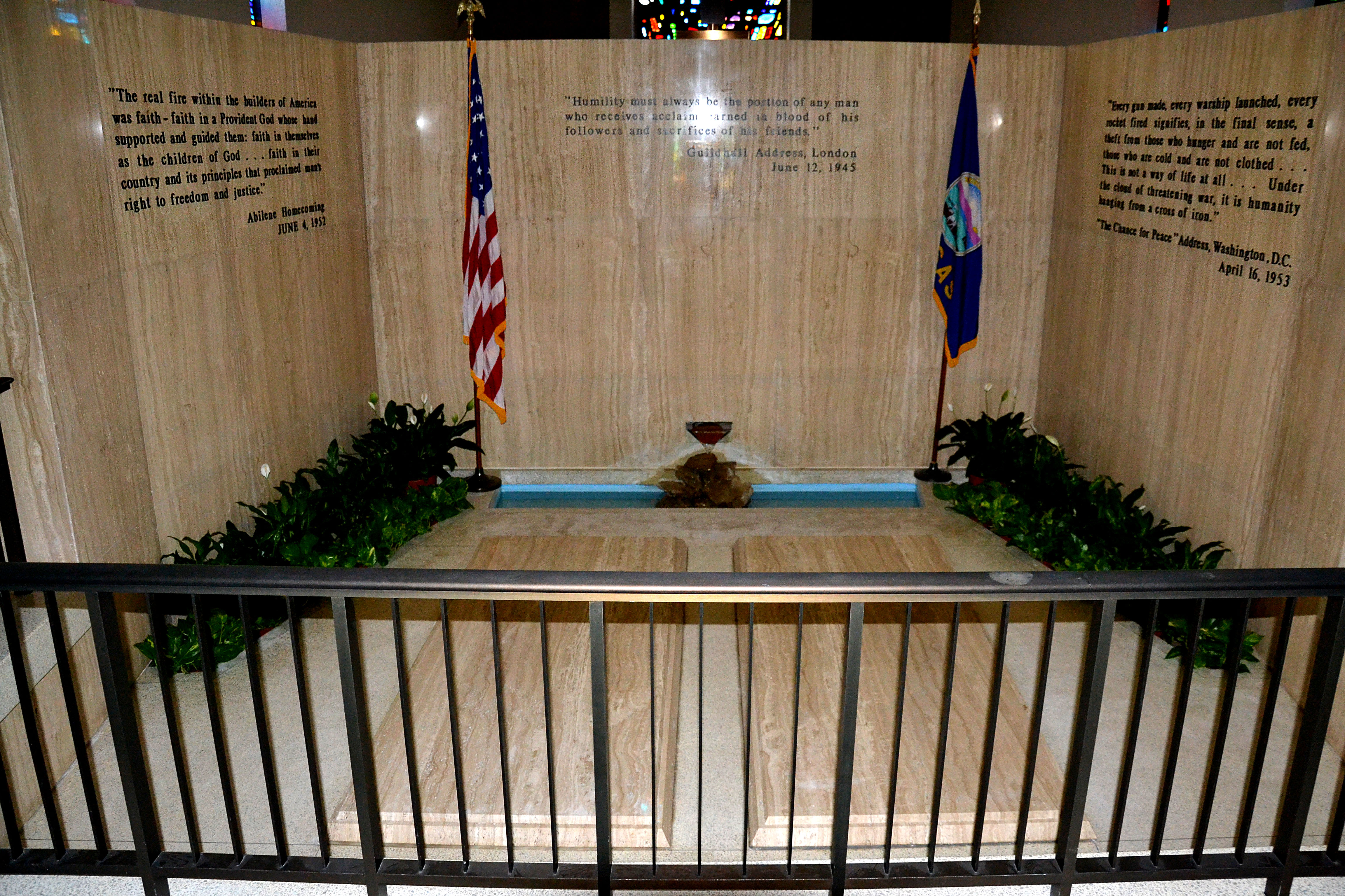
Sépulture de Dwight D. Eisenhower (à gauche) et de Mamie Eisenhower (à droite).
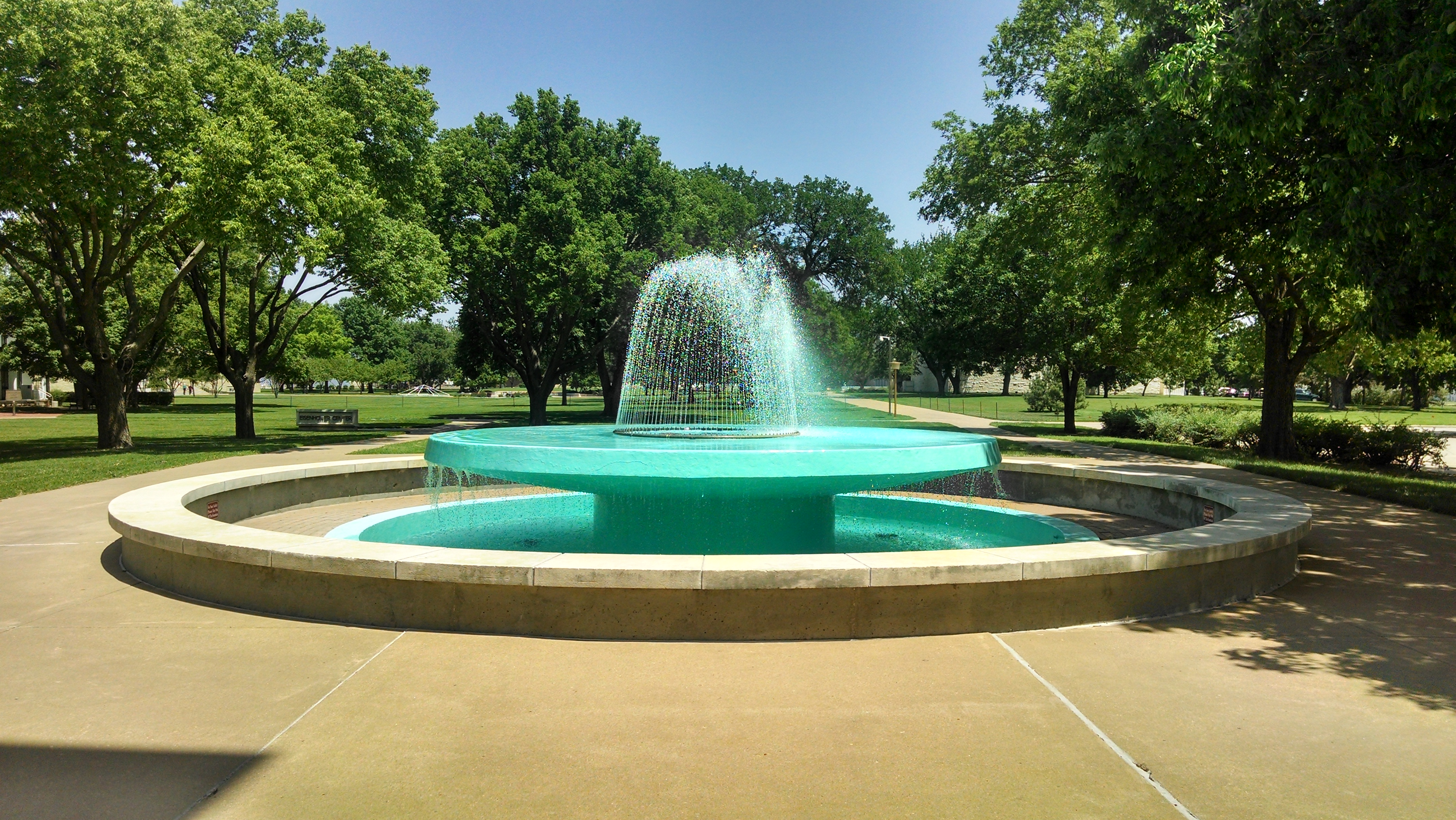
Fontaine se trouvant à l'entrée de la chapelle.